# پراکنش رامان

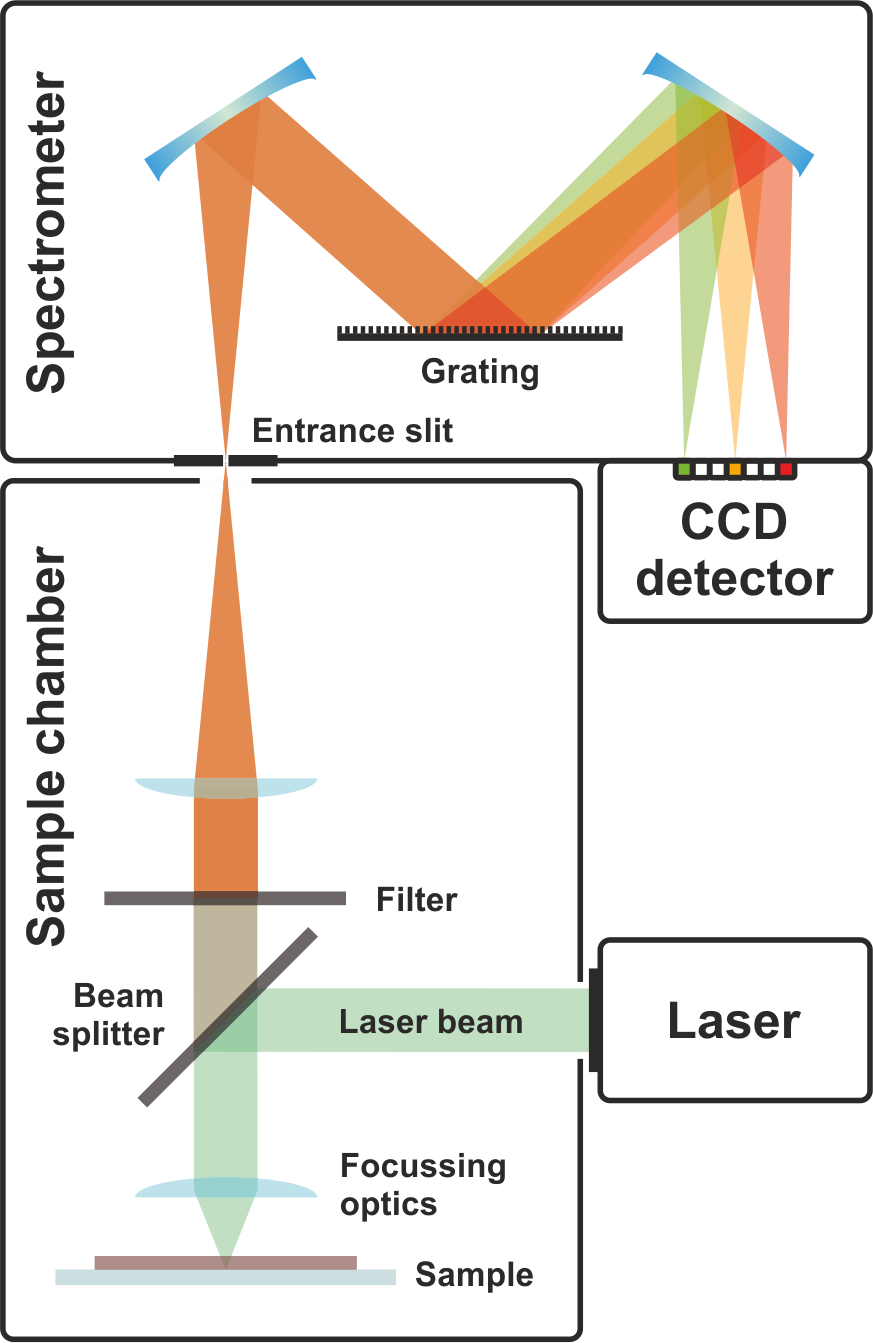
پراکنش رامان

پراکنش رامان یا اثر رامان (به انگلیسی: Raman Scattering) به پراکنش غیرکشسان فوتون می‌گویند. این پدیده را چاندرا سخار ونکتا رامان، فیزیک‌دان هندی در سال ۱۹۲۸ کشف کرد.
وقتی نور از یک اتم یا مولکول پراکنده می‌شود، بیشتر فوتونها کشسان پراکنده می‌شوند (پراکنش رایلی). این فوتون‌ها انرژی، بسامد و طول‌موج یکسانی با فوتون‌های فرودی دارند؛ ولی نسبت کمی از فوتون‌ها (تقریباً یک فوتون از ده میلیون) با طول موج متفاوت (معمولا بیشتر) و انرژی و فرکانس متفاوت (معمولا کمتر) پراکنده می‌شوند.

## تاریخچه
در سال ۱۹۲۲ رامان نخستین مقالهٔ خود را در این باره به نام «پراکنش مولکولی نور» منتشر کرد. او سرانجام با کمک همکارانش تابشی را که به نامش نامگذاری شد کشف کرد. این پدیده نخستین بار در سال ۱۹۲۸ توسط دو گروه مستقل (که رامان نیز عضو یکی از آن دو بود) در آزمایشگاه گزارش شد. رامان به خاطر این کشف جایزه نوبل فیزیک سال ۱۹۳۰ را از آن خود کرد.
پدیده پراکنش رامان دارای علامت ضعیفی است. به همین خاطر تا سال ۱۹۸۲ این پدیده شناخته نشده بود. چندین سال قبل از کشف پدیده پراکنش رامان، پراکنش نور به وسیله جامدات، مایعات و گازهای شفاف مورد بررسی قرار گرفته بود. چند ماه پس از کشف رامان، فیزیکدانان روسی به‌طور مستقل در زمینه وجود این اثر در بلورها به نتایج جالبی دست یافتند و این پدیده را به جای اثر رامان، پراکنش مرکب نامیدند.

## فیزیک حاکم بر پراکنش رامان
برهم‌کنش نور با ماده در ناحیه زیر قرمز می‌تواند به دو صورت جذب و پراکنش انجام گیرد. این دو پدیده اساس شناسایی و اندازه‌گیری ترکیبات به دو روش طیف نورسنجی جذبی زیر قرمز و پراکنش رامان را تشکیل می‌دهند.